# Metronome (Band)
Metronome (メトロノーム) ist eine japanische Band aus Tokio. Ihre Musikrichtung wird oftmals als Electropunk bezeichnet, die Band selber verwendet die Bezeichnungen “Gamewave” oder “Nintendocore”.
Ihre Songs basieren oft auf den Soundtracks alter Videospiele der 8-Bit-Ära und wurden auf insgesamt 16 Alben und Singles veröffentlicht.

## Bandmitglieder
- Sänger Kobayashi Sharaku (シャラク dt. Sharaku; * 10. August), spielt derzeit aktiv bei den Bands Floppy und Muchi muchi Anago mit. Früher war er Mitglied bei Picopico Pon
- Gitarrist Fukuda Fukusuke (フクスケ dt.Fukusuke; * 9. Dezember), spielt derzeit aktiv bei Adapter, außerdem ist er Supportmitglied der Band Floppy. Früher war er bei Picopico Pon tätig.
- Bassist Riu (リウ; * 1. Juni) spielt zusätzlich aktiv in der Band BEE-315, früher spielte er bei Spicy Dry Hot Mustard.
- Schlagzeuger Yuuichirou (ユウイチロー; * 28. September) spielt aktiv bei der Band Boogieman und spielte früher bei den Bands Fill or Kill, FeNeK, BadxTiming, Mind Break, Cuve.

## Diskografie
Alben
- 2000: Yapuu Ga Shoukansareta Machi
- 2002: Fukigen Na Android
- 2003: 1 Metronome
- 2004: Unknown
- 2004: Lifo
- 2005: Electric Travel
- 2007: Cycle Recycle
- 2008: High To Low Electro
- 2008: Collectio
- 2008: Collection 2
- 2017: Continue

Singles
- 1999: Single Top Religion
- 2001: Plastic-Models Kuro
- 2001: Plastic-Models Shirogane
- 2002: Planet
- 2002: Self Control
- 2003: Mittsu Kazoero
- 2003: S.P.A.C.E. Romantic
- 2004: Mousou Trick
- 2004: Isshukan
- 2004: Computer
- 2005: Oboro/Sora
- 2006: Boku Sonzaisetsu
- 2006: Zetsubou-San
- 2007: Tawainai Twillight
- 2007: Zombie-Kun
- 2016: Kairisei Doitsujinbutsu

Videoalben
- 2007: サイクルリサイクル～メーDay X’mas～
- 2009: 10th Anniversary Special One Man Live ＠2008.8.25SHIBUYA-AX since2005→1998→2008